# 厄尼·内弗斯
厄内斯特·阿朗佐·内弗斯（Ernest Alonzo Nevers，1902年6月11日—1976年5月3日），绰号“大狗”，是棒球运动员和美式橄榄球球员兼教练。内弗斯司职全卫，跑球、传球、踢球三项全能，被认为是20世纪上半叶最出色的美式橄榄球运动员之一。他于1951年和1963年分别作为首批入选者入选大学橄榄球名人堂和职业美式足球名人堂。1969年，他还入选了美国橄榄球联盟1920年代最佳阵容。
1923年至1925年，内弗斯在斯坦福大学参加四项运动（橄榄球、篮球、棒球和田径），并在1925年入选了大学橄榄球最佳阵容。1926年至1927年，他效力于NFL球队德卢斯爱斯基摩人；1929年至1931年，他转投芝加哥红雀。1929年，在面对芝加哥熊的比赛中，内弗斯创造了40分的单场得分纪录，该项纪录至今无人能够打破。同一场比赛中，内弗斯6次冲球达阵，同样创造了NFL的历史纪录，这一纪录直到2020年才由新奥尔良圣徒的跑卫阿尔文·卡马拉在对阵明尼苏达维京人的比赛中追平。1926年至1929年，内弗斯还先后加入MLB球队圣路易斯布朗和PCL球队米申红人，出任投手。
内弗斯长期担任橄榄球教练，曾执教过德卢斯爱斯基摩人、斯坦福大学红雀橄榄球队、芝加哥红雀、拉法耶特学院猎豹橄榄球队、爱荷华大学鹰眼橄榄球队等。

## 早年经历
内弗斯的父母原籍加拿大新不伦瑞克省，后来移民到了明尼苏达州的威洛里弗 (明尼蘇達州)。在内弗斯1902年出生之后，他们一家搬到了威斯康星州的苏必利尔，内弗斯在那里长大并就读了当地的中央高中。1920年，内弗斯一家又搬到了加利福尼亚州索诺马县圣罗莎的一个农场。在那里，内弗斯带领圣罗莎橄榄球队得到了全队170分中的108分。在代表圣罗莎打了开季的几场篮球赛后，内弗斯于1921年初回到了苏必利尔为中央高中效力。同年春天，他从中央高中毕业。
1921年，内弗斯进入了圣罗莎初级学院学习，并迅速成为了该校的明星球员。在一场与佩塔卢马的比赛中，内弗斯四次达阵得分，并踢进了六记附加分和一记任意球。

## 斯坦福大学时期
1922年，内弗斯进入斯坦福大学学习，当年秋天，他在新生球队中担任全卫和半卫。二年级时，内弗斯成为了斯坦福大学橄榄球队的明星球员。他被誉为“出色的弃踢手和全能的后场明星”，“斯坦福大学进攻中的中坚力量”。在1923大学赛季的最后一场比赛、亦是加州纪念体育场的落成仪式上，尽管加利福尼亚大学伯克利分校以9-0的比分取得了胜利，但内弗斯一个人的码数却超过了对手全队。赛后，《洛杉矶时报》写道：“厄尼·内弗斯的进攻表现将作为美式橄榄球历史上最伟大的个人努力之一而载入史册。”
1923年赛季结束时，内弗斯被合众国际社选入太平洋海岸地区最佳阵容。此外，他还作为全卫被沃尔特·坎普选入1923年大学橄榄球最佳阵容的第三阵容。
在1923年的大学橄榄球赛季结束后，内弗斯还在斯坦福大学篮球队、棒球队和田径队担任主力队员，展现了自己的综合运动能力。他被评为太平洋海岸地区橄榄球和篮球的最佳双栖球员、最佳大学投手、田径项目的领军者，还是“一名出色的游泳运动员”。
内弗斯在1924赛季遭遇两次踝关节骨折，大部分时间都在休养中。在主教练波普·华纳的率领下，斯坦福大学橄榄球队在常规赛中以7胜1平的不败战绩夺得太平洋海岸联盟冠军，随后在1925年的玫瑰碗中不敌由著名的四骑士领衔的圣母大学爱尔兰战士橄榄球队。这场比赛前五天，内弗斯刚刚拆除了他脚踝上的石膏。他在比赛中打满了60分钟，弃踢均码42码，34次冲球冲出114码，只比四骑士的码数总和少13码。
内弗斯还在当年的冬季和春季分别参加了斯坦福大学篮球队和棒球队的比赛。1925年2月的一份报纸报道称，他“正在努力争取成为西部地区历史上最优秀的全能运动员。”1925年夏天，内弗斯在加利福尼亚州根恩维尔的一家肉类加工厂打工，并在根恩维尔的棒球队担任投手。
作为一名大四学生，内弗斯和主帅波普·华纳带领斯坦福大学橄榄球队取得了7胜2负的战绩。

## 职业橄榄球和棒球球员时期
1925年12月，内弗斯收到了25,000美元至35,000美元不等的奖金，加入了佛罗里达州杰克逊维尔的一支职业橄榄球队。这支队伍在1926年1月分别同芝加哥熊和纽约巨人进行了两场表演赛，但由于观众人数太少，球队之后被迫解散。
在第一次职业橄榄球生涯结束后，内弗斯加入了MLB的圣路易斯布朗。他在1926赛季为布朗队出战12场比赛，其中11场担任投手，在74-2/3局比赛的投球中取得了2胜4负的战绩和4.46的自责分率。
1926年9月，内弗斯离开了布朗队，转而加入了NFL的德卢斯爱斯基摩人。该赛季爱斯基摩人队只有16名队员，内弗斯在理论上1740分钟的总比赛时间中打了1714分钟的比赛。爱斯基摩人最终在29场比赛中取得了19胜7负3平的战绩，在其中14场被NFL认定为正式比赛的对阵中，内弗斯共得到了71分，其中包括8次达阵、11记附加分和4记任意球。新秀赛季结束后，内弗斯被一致选入1926赛季全美最佳阵容，并入选了多家媒体的第一阵容。
内弗斯于1927年重返圣路易斯布朗。他为球队出战33场比赛，其中27场担任投手，在94+2/3局的比赛中取得3胜8负的成绩和4.94的自责分率。
1927年，内弗斯成为德卢斯爱斯基摩人的全卫兼主教练。爱斯基摩人最终取得1胜8负的成绩，在NFL中排名第11位。赛季结束后，内弗斯再次被《绿湾新闻报》根据一份发给联盟各队经理和各体育记者的问卷调查的结果选入1927年的最佳阵容。
内弗斯在MLB的生涯于1928年春季结束。在为布朗队出战的6场比赛中，他投了9局，取得1胜0负的战绩和3.00的自责分率。1928年5月下旬，内弗斯被布朗队以7,500美元的价格交易给了位于旧金山的PCL球队米申红人。1928赛季，他为红人队出战35场比赛，在206局中取得14胜11负的战绩，并在91次打击中取得.374的打击率。事实证明，内弗斯的到来让红人队的观众大增，斯坦福大学和附近索诺马县的球迷纷纷涌入球场观看内弗斯的比赛。
1928年9月，内弗斯重返斯坦福大学，先后担任波普·华纳的助理教练和预备队教练。1929年2月，内弗斯辞去斯坦福大学的教练职务，重返红人队。他在1929年的PCL赛季中出场41次，取得7胜8负的战绩。
1929年秋天，内弗斯重返NFL，在芝加哥红雀担任全卫。1929年11月28日，内弗斯在面对芝加哥熊的比赛中得到全队全部40分，所创造的NFL球员单场得分历史纪录至今无人能够打破。此外，在当场比赛中，内弗斯6次冲球达阵，在新奥尔良圣徒球员阿尔文·卡马拉在2020年圣诞大战面对明尼苏达维京人的比赛中同样完成这一壮举之前，这一纪录一直由内弗斯独享。1930年至1931年，内弗斯在红雀队担任全卫兼主教练的职务，并连续三年入选了NFL的最佳阵容。
1932年1月25日，内弗斯在旧金山举行的一场慈善橄榄球比赛的最后一次进攻中摔断了手腕。内弗斯在之后宣布自己将在“身体还算完整”的情况下退役，并计划在未来从事教练工作。

## 教练生涯
1932年3月，内弗斯受聘担任斯坦福大学红雀橄榄球队主教练波普·华纳的助理教练。1932赛季结束后，华纳辞去了斯坦福大学主教练的职务，内弗斯在继任者坦尼·麦克斯韦尔治下继续担任助理教练，直到1935赛季结束。在此期间，斯坦福大学红雀橄榄球队连续赢得太平洋海岸联盟冠军，并连续参加了三年玫瑰碗的比赛。
1936年1月，内弗斯辞去斯坦福大学教练组的职务，前往拉法耶特学院猎豹橄榄球队担任主教练一职。内弗斯上任当天，位于宾夕法尼亚州伊斯顿的拉法耶特学院停课，并举行了游行和街头庆祝活动。当赛季拉法耶特学院猎豹橄榄球队的战绩为1胜8负。
1937年3月，内弗斯从拉法耶特学院辞职，转而前往爱荷华大学鹰眼橄榄球队担任后场和端锋教练。当时爱荷华大学橄榄球队的主教练是伊尔·塔布斯，后者是内弗斯在威斯康星州苏必利尔高中时期的橄榄球教练。内弗斯在爱荷华大学执教了两年，战绩分别为1胜7负和1胜6负1平。
1938年12月，在一个2胜9负的赛季之后，内弗斯被芝加哥红雀聘为该队的主教练。1939赛季，红雀队的战绩更为糟糕（1胜10负）。1940年2月，内弗斯从红雀队辞职，并期望永久居住在旧金山。

## 奖项和荣誉
- 在内弗斯离开斯坦福大学之后，该校宣布永久退役他的1号球衣。[57]
- 1931年，由波普·华纳（英语：Pop Warner）领衔的一个由12名顶尖橄榄球教练所组成的委员会评选出了史上最伟大的橄榄球运动员，内弗斯和莱德·格兰杰并列第二，仅次于吉姆·索普。华纳个人将内弗斯选为第一名，并称他为“一名无可挑剔的橄榄球运动员”。[58]
- 1951年4月，美联社将内弗斯评为史上最佳全卫（英语：fullback），并作为第一批入选者在当年11月被选入全国橄榄球名人堂（之后更名为大学美式橄榄球名人堂（英语：College Football Hall of Fame）。[59][4]
- 1963年，内弗斯入选职业美式足球名人堂。[5]
- 1969年，内弗斯被美国橄榄球记者协会（FWAA）（英语：Football Writers Association of America）选入史上最佳大学橄榄球阵容的全卫位置。[60][61]同年，他还入选了NFL官方评选的50年最佳阵容。[62]
- 1979年，内弗斯被选入湾区体育名人堂（英语：Bay Area Sports Hall of Fame）。[63]
- 2010年，内弗斯入选NFLN（英语：NFL Network）评选的史上最佳100名橄榄球运动员，名列第89位。[64]

## 个人生活

### 军队生涯
1942年9月，39岁的内弗斯应征加入美国海军陆战队，并被授予上尉军衔。1943年春，他被派驻密歇根州兰辛的奥尔德斯炮兵学校，之后前往加利福尼亚州的圣巴巴拉海军陆战队基地驻扎。1943年10月，内弗斯前往第二次世界大战的南太平洋战场，并于次年返回旧金山。1944年12月，他在金银岛海军基地驻扎期间晋升为少校军衔。1945年，他从海军陆战队退役。

### 婚姻与家庭
1926年2月，内弗斯和玛丽·伊丽莎白·“梅”·海格蒂在旧金山结婚。在内弗斯驻扎圣巴巴拉海军陆战队基地期间，他的妻子患上了肺炎，并在当年7月去世。1947年2月，内弗斯和玛格丽·卢克森·雷尔顿再婚，并育有一子一女。内弗斯从橄榄球界退役后，先后居住在加利福尼亚州马林县的斯特罗伯里和蒂伯龙，并在一家葡萄酒协会和一家酒类批发公司从事公共关系和销售推广工作。1950年，内弗斯和妻子在旧金山的KGO频道开设了一档电视节目。

### 逝世
内弗斯于1976年5月在加利福尼亚州格林布罗的马林综合医院去世，享年73岁。媒体对他的死因说法不一，一说他患有肾脏疾病，亦有说法指内弗斯一直在接受心脏病的治疗。

## 执教纪录

### 大学
| 赛季     | 球队                     | 总战绩 | 联合会内战绩 | 排名      | 季后赛/碗赛战绩 |
| -------- | ------------------------ | ------ | ------------ | --------- | --------------- |
| 1936赛季 | 拉法耶特学院猎豹橄榄球队 | 1-8    | 0-1          | 并列第2名 | -               |
| 总战绩   | 总战绩                   | 1-8    |              |           |                 |

### 职业橄榄球
| 赛季     | 球队             | 常规赛战绩 | 常规赛战绩 | 常规赛战绩 | 常规赛战绩 | 常规赛战绩 | 季后赛战绩 | 季后赛战绩 | 季后赛战绩 | 季后赛战绩 |
| 赛季     | 球队             | 胜         | 负         | 平         | 胜率%      | 最终排名   | 胜         | 负         | 胜率%      | 最终战绩   |
| -------- | ---------------- | ---------- | ---------- | ---------- | ---------- | ---------- | ---------- | ---------- | ---------- | ---------- |
| 1927赛季 | 德卢斯爱斯基摩人 | 1          | 8          | 0          | .111       | 第11名     | —          | —          | —          | —          |
| 1930赛季 | 芝加哥红雀       | 5          | 6          | 2          | .462       | 第7名      | —          | —          | —          | —          |
| 1931赛季 | 芝加哥红雀       | 5          | 3          | 0          | .625       | 第4名      | —          | —          | —          | —          |
| 1939赛季 | 芝加哥红雀       | 1          | 10         | 0          | .091       | 西区第5名  | —          | —          | —          | —          |
| 总战绩   | 总战绩           | 12         | 27         | 2          | .317       | —          | —          | —          | —          |            |